# Brunzyn
Bruno van Dingen (Vlaardingen, 14 januari 1998) alias Brunzyn is een Nederlandse rapper uit Vlaardingen. 
Van Dingen zat vijf jaar op het Stedelijk Gymnasium Schiedam, waarna hij overstapte naar de havo. Na kortstondig journalistiek in Utrecht en communicatie in Rotterdam te hebben gestudeerd, begon hij aan de lerarenopleiding geschiedenis.

## Carrière
In 2019 tekende Brunzyn een contract bij het platenlabel Albino Sports van Joost Klein. Hier bracht hij samen met Klein in 2021 de mixtape “Albino Sports, Vol. 1” uit. Op de tape zijn samenwerkingen te vinden met onder andere Donnie, Bokoedro en Nelcon. Brunzyn werd hierna vicevoorzitter van Albino Sports.
In 2021 bracht Van Dingen twee tracks uit met Joost, namelijk Gewoon Goed (feat. Donnie) en Albino Sports Anthem. In 2023 gaf hij een optreden op Eurosonic Noorderslag en was hij te gast in 101Barz.
Zijn artiestennaam Brunzyn is afkomstig van zowel voetballer Hidde Ter Avest als een klasgenoot, die hem onafhankelijk van elkaar de bijnaam gaven.

## Discografie

### Albums
| Titel                 | Verschijningsdatum | Bijdrage/productie                                                                               |
| --------------------- | ------------------ | ------------------------------------------------------------------------------------------------ |
| Dingen Van Bruno      | 23-04-2018         | Teach A$M, Kunch Sosa                                                                            |
| 3134                  | 28-11-2018         | Dentalhon, Teach A$M, Joost, Lil Flan$, Bokoedro, Kunch Sosa, $keer & BOO$                       |
| BrunStyn              | 21-07-2019         | Styn, Wall A$M                                                                                   |
| Brunzun!              | 25-10-2019         | Dentalhon, Joost, Cartiez, Cry, Ice Out Blue, Johnson, Gotu Jim, Bokoedro                        |
| B                     | 05-06-2020         | Bokoedro, $keer & BOO$, Trapmoneybiggie, Dentalhon                                               |
| Albino Sports, Vol. 1 | 1-04-2021          | Joost, Chri$tophe, Daan Koens, Appie Mussa, Alanis Brouwers, Bokoedro, Nelcon, Tantu Beats, Styn |
| B2                    | 26-11-2021         | Dentalhon, Cry                                                                                   |

### Singles
| Titel                | Verschijningsdatum | Bijdrage/productie |
| -------------------- | ------------------ | ------------------ |
| Fuckboy              | 29-08-2018         | Chri$tophe         |
| Represent            | 24-09-2018         |                    |
| Racen                | 14-03-2019         | Styn               |
| Lets Go Brunzyn      | 17-06-2019         | Styn               |
| Brun$ensei           | 10-07-2019         | Chun Sensei        |
| Klaar!               | 18-10-2019         | Joost, Cartiez     |
| Jaloers              | 23-10-2019         |                    |
| Allerdomste Tatta    | 27-12-2019         | Styn               |
| Swift16              | 07-02-2020         |                    |
| Brunzyn de Underdog  | 03-04-2020         |                    |
| Barz                 | 06-05-2020         |                    |
| Bootleg & Go Crasy!  | 30-10-2020         |                    |
| Gewoon Goed          | 05-02-2021         | Joost, Donnie      |
| Albino Sports Anthem | 26-03-2021         | Joost              |
| Back2Back            | 15-09-2021         | Dentalhon          |
| Anders               | 01-07-2022         |                    |
| Gent Freestyle       | 24-03-2023         |                    |
| 6AM in Vlaardingen   | 09-02-2024         |                    |
| Noa Lang             | 17-03-2024         |                    |